# Đại Đồng, Phú Thọ
Đại Đồng là một xã thuộc huyện Vĩnh Tường, tỉnh Vĩnh Phúc, Việt Nam.
Xã Đại Đồng có diện tích 5.16 km², dân số năm 1999 là 8096 người. mật độ dân số đạt 1569 người/km².